# Нове життя (газета, Пряшів)
«Нове життя» — двотижневик русинів-українців Словаччини, друкований орган Союзу русинів-українців СР (СРУСР) — найбільш чисельної та представницької організація українців у Словаччині.

## Історія
Газета виходить з 1 серпня 1951 як орган Крайового комітету КПС у Пряшеві. У перших рoкax «Нове життя» було мутацією словацької газети «Nový život».
У 1959—1990 — орган ЦК Культурного союзу українських трудящих.
Від лютого 1990 р. тижневик видає Союз русинів-українців Словацької Республіки.
Від 1996 через нестачу коштів газета виходить в двотижневому інтервалі. Кошти для видавання газети видавець — СРУСР — отримує від Міністерства культури Словацької Республіки, від 2011 року — від Уряду Словацької Республіки на основі щорічної грантової системи.

## Редакція
Головні редактори: Віктор Копчак (1959-65), Юрій Дацко (1965-70, 1984-90), Людвіг Галушка (1971-80), Йосиф Фецишканин (1980-83), Олександр Зозуляк (1990 – 1991), Мирослав Ілюк (від 1991).
В редакції у різний час працювали: Федір Іванчов, Андрій Стефанко, Іван Ковальчук, Петро Бунганич, Іван Родак, Ганна Чаварга, Степан Гавула, Андрій Баушенко, Степан Кочута, Федір Лазорик, Михайло Коц, Степан Пірош, Михайло Дробняк, Борис Іванчов тa інші.